# Burak Saban
Burak Saban (Hoorn, 20 april 1994) is een Nederlands-Turks voetballer die bij voorkeur als rechtsbuiten speelt.

## Carrière
Burak Saban speelde in de jeugd van HVV Hollandia en FC Groningen. Bij FC Groningen zat hij van 2013 tot 2015 regelmatig op de bank, maar hij kwam niet in actie voor het eerste elftal. In 2015 vertrok hij transfervrij naar het Turkse Orduspor, waar hij een seizoen in de 2. Lig speelde. In 2016 vertrok hij voor 60.000 euro naar Süper Lig-club Konyaspor, wat hem gelijk verhuurde aan stadsgenoot Konya Anadolu Selçukspor. In het seizoen 2017/18 speelde Saban op huurbasis voor Kahramanmaraşspor, en in het seizoen 2018/19 werd hij weer aan Konya Anadolu Selçukspor verhuurd. In de zomer van 2019 vertrok hij transfervrij naar deze club, die inmiddels van naam veranderd was naar 1922 Konyaspor, waar hij tot medio 2020 speelde. In januari 2021 verbond Saban zich aan Bayrampaşaspor.

### Statistieken
| Seizoen                       | Club                       | Land           | Competitie     | Competitie | Competitie | Beker | Beker | Totaal | Totaal |
| Seizoen                       | Club                       | Land           | Competitie     | Wed.       | Dlp.       | Wed.  | Dlp.  | Wed.   | Dlp.   |
| ----------------------------- | -------------------------- | -------------- | -------------- | ---------- | ---------- | ----- | ----- | ------ | ------ |
| 2013/14                       | FC Groningen               | Nederland      | Eredivisie     | 0          | 0          | 0     | 0     | 0      | 0      |
| 2014/15                       | FC Groningen               | Nederland      | Eredivisie     | 0          | 0          | 0     | 0     | 0      | 0      |
| 2015/16                       | Orduspor                   | Turkije        | 2. Lig         | 30         | 3          | 1     | 0     | 31     | 3      |
| 2016/17                       | Konyaspor                  | Turkije        | Süper Lig      | 0          | 0          | 0     | 0     | 0      | 0      |
| 2016/17                       | → Konya Anadolu Selçukspor | Turkije        | 2. Lig         | 25         | 2          | 1     | 0     | 26     | 2      |
| 2017/18                       | → Kahramanmaraşspor        | Turkije        | 2. Lig         | 15         | 0          | 2     | 0     | 17     | 0      |
| 2018/19                       | → Konya Anadolu Selçukspor | Turkije        | 2. Lig         | 19         | 2          | 1     | 0     | 20     | 2      |
| 2019/20                       | 1922 Konyaspor             | Turkije        | 2. Lig         | 14         | 2          | 1     | 0     | 15     | 2      |
| Carrièretotaal                | Carrièretotaal             | Carrièretotaal | Carrièretotaal | 103        | 9          | 6     | 0     | 109    | 9      |
| Bijgewerkt op 1 december 2020 |                            |                |                |            |            |       |       |        |        |